# Aloe descoingsii
Aloe descoingsii é uma espécie de liliopsida do gênero Aloe, pertencente à família Asphodelaceae.